# Gayageum
Gayageum ou Kayagum é um instrumento musical de origem coreana bastante assemelhado às cítaras. Normalmente tem 12 cordas e seu nome significa instrumento de cordas. Existem 2 tipos de Gayageum: O Sanjo Gayageum (산조 가야금) e o Jeongak Gayageum (정악 가야금).

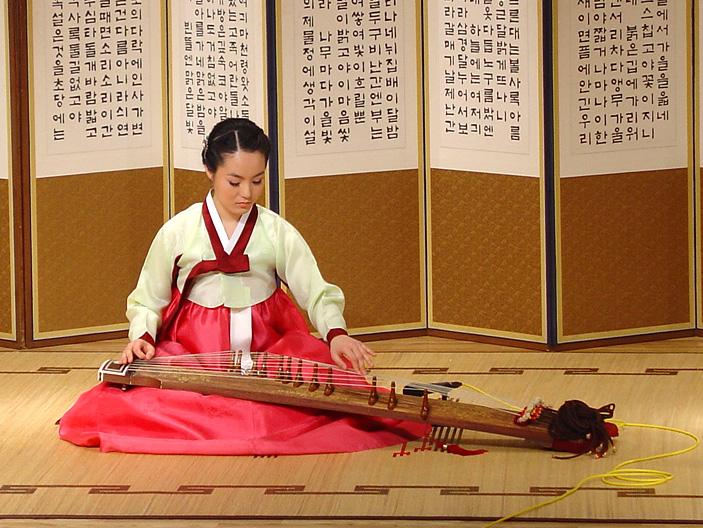